# Кислово (Волгоградська область)
Кислово (рос. Кислово) — село у Биковському районі Волгоградської області Російської Федерації.
Населення становить 2554 особи. Входить до складу муніципального утворення Кисловське сільське поселення.

## Історія
Село розташоване у межах українського історичного та культурного регіону Жовтий Клин.
Згідно із законом від 21 лютого 2005 року № 1010-ОД органом місцевого самоврядування є Кисловське сільське поселення.

## Населення
| 2010 |
| ---- |
| 2554 |